# District de Dumka
Le district de Dumka est un district de l'état du Jharkhand, en Inde,

## Géographie
Au recensement de 2011, sa population compte 1 321 096 habitants.
Son chef-lieu est la ville de Dumka. 